# Denticetopsis praecox
Denticetopsis praecox är en fiskart som först beskrevs av Carl J. Ferraris, Jr. och Brown, 1991.  Denticetopsis praecox ingår i släktet Denticetopsis och familjen Cetopsidae. Inga underarter finns listade i Catalogue of Life.